# Lunulospora cymbiformis
Lunulospora cymbiformis är en svampart som beskrevs av K. Miura 1972. Lunulospora cymbiformis ingår i släktet Lunulospora, divisionen sporsäcksvampar och riket svampar.   Inga underarter finns listade i Catalogue of Life.